# Cities Skylines – Das Brettspiel
Cities Skylines – Das Brettspiel ist ein kooperatives Brettspiel des Spieleautors Rustan Håkansson, das 2019 bei Kosmos Spiele und bei IELLO erschien. Das Spiel baut auf dem erfolgreichen Aufbauspiel Cities: Skylines auf und nutzt entsprechend grafische und spielerische Elemente aus diesem. Dabei handelt es sich um ein Ressourcen-Management- und Städtebau-Spiel.

## Thema und Ausstattung
Das Spiel Cities Skylines – Das Brettspiel wurde thematisch an das Computerspiel Cities: Skylines angelehnt und spielt entsprechend in einer virtuellen Welt, in der die Spieler gemeinsam eine erfolgreiche Stadt aus verschiedenen Gebäudetypen aufbauen müssen. Diese werden in Form von Polyominos auf einem Stadtplan platziert und bringen den Spielern je nach Typ Vor- und Nachteile. Ziel ist es, dass die Stadt überlebt und eine möglichst hohe Zufriedenheit der Bewohner erreicht wird.
Das Spielmaterial besteht neben einer Spielanleitung aus
- sechs Spielplanteilen,
- 85 Legeplättchen für Gebäude, davon
  - 24 Wohngebiete
  - je 12 Gewerbegebiete und Industriegebiete,
  - 9 Versorgungsgebäude,
  - 18 Dienstleistungsgebäude,
  - 10 einzigartige Gebäude
- eine Verwaltungstafel
- acht Verwaltungsmarker
- eine Skyline zur Anzeige der Gesamtzufriedenheit mit zwei entsprechenden Markern,
- 30 Geldplättchen, davon vier mit dem Wert 5 und 26 mit dem Wert 1,
- 75 Baukarten mit je 25 Karten der Stufen I bis III,
- je 10 Karten für einzigartige Gebäude, persönlichen Rollen, Stadtrichtlinien und News,
- ein Startspielermarker,
- vier Übersichtskarten zum Ablauf eines Spielzugs und eine Übersichtskarte zum Ende eines Meilensteins.

## Spielweise

### Spielvorbereitung
Vor Beginn des Spiels werden die für das aktuelle Szenario verwendeten Spielplanteile entsprechend der Vorlage verdeckt ausgelegt. Dabei werden in den Standardspielen die Vorlagen aus der Spielanleitung genutzt, alternativ können jedoch auch weitere Aufbauten gewählt werden. Die Verwaltungstafel wird neben den Spielplan gelegt, die Verwaltungsmarker kommen jeweils auf den Wert 0 der unterschiedlichen Leisten für die Versorgung (Strom, Wasser, Müll), die Zufriedenheit, die Arbeitsmarktleistung, die Umweltbelastung, das Verkehrsaufkommen und die Kriminalität. Auf das Feld für die Stadtkasse wird der Startbetrag abgelegt, der in seiner Höhe von der Erfahrung der Spieler abhängt (als Start 12 Geld). Die Skyline zur Anzeige der Gesamtzufriedenheit wird neben die Verwaltungstafel gestellt, die beiden Marker werden jeweils auf 0 platziert.
Die Bauwerkplättchen werden sortiert um das Spielfeld gelegt, die Baukarten nach den drei Typen I, II und III getrennt gemischt. Die Karten für einzigartige Gebäude, Stadtrichtlinien und News können nach Wunsch der Mitspieler in die entsprechenden Stapel II und II untergemischt werden. Die Spieler bekommen abhängig von der Spielerzahl jeweils drei (bei vier Spielern) bis 7 (im Solospiel) Karten vom Stapel I, die offen vor dem Spieler ausgelegt werden. Die restlichen Karten des Stapels I und die Stapel II und II werden verdeckt neben das Spielfeld gelegt. Zuletzt erhält jeder Spieler zwei Karten mit persönlichen Rollen, von denen er jeweils eine wählt und die andere zurücklegt. Der Startspieler (laut Spielregeln der jüngste Spieler) erhält den Startspielermarker.

### Spielablauf
Cities Skylines – Das Brettspiel wird beginnend mit dem Startspieler über eine vorher nicht festgelegte Anzahl Runden gespielt. Das Spiel ist kooperativ; das bedeutet, dass die Spieler gemeinsam spielen und über die Spielzüge beraten können, der jeweils aktive Spieler jedoch die Aktion selbst durchführt.
Zu Beginn der ersten Runde wählt der Startspieler eines der Spielplanteile aus, das erschlossen werden soll. Die Erschließungskosten sind auf der Rückseite der jeweiligen Tafeln angegeben und müssen aus der Stadtkasse bezahlt werden. Das aufgedeckte Spielplanteil zeigt einen Teil des zu bebauenden Stadtgebietes, das über den Spielplanrand, Gewässer und Straßen in Stadtviertel aufgeteilt ist. Die Stadtviertel können sich in späteren Runden auch über mehrere Spielplanteile erstrecken.
Nachdem das erste Spielplanteil offen ausliegt, beginnt der Startspieler seinen eigentlichen Zug. Der jeweils aktive Spieler kann dabei aus drei Optionen auswählen; dabei sind die folgenden Aktionen möglich:
- eine Baukarte spielen:[1]

Der Spieler wählt eine der vor ihm liegenden Baukarten mit einem Gebäude aus, das er bauen möchte. Dabei gibt es verschiedene Typen von Baukarten: Die Dienstleistungsgebäude und die Versorgungsgebäude haben jeweils einen Preis, der aus der Stadtkasse bezahlt werden muss, und einen Effekt, der auf der Verwaltungstafel ausgeführt wird. Der Spieler darf die Dienstleistungsgebäude und die Versorgungsgebäude in ein beliebiges Stadtviertel platzieren; in jedem Stadtviertel darf allerdings nur je ein Versorgungsgebäude (Strom, Wasser oder Müll) gebaut werden. Dienstleistungsgebäude der Stufe I haben jeweils nur einen Einfluss auf direkt benachbarte Gebäude; in den Stufen II und III wirken sie sich auf ein gesamtes Stadtviertel aus.
Die Wohn-, Gewerbe- und Industriegebäude beeinflussen ebenfalls verschiedene Werte der Verwaltungstafel, haben jedoch keine Baukosten für die Stadtverwaltung. Sie haben zudem jeweils einen vorteilhaften Effekt, der von der Existenz von anderen Faktoren abhängt, etwa vom Vorhandensein von spezifischen Dienstleistungsgebäuden oder von Werten der Verwaltungstafel.
Grundsätzlich gilt, dass Kosten und auch Effekte für Gebäude bezahlt werden müssen. Befindet sich kein Geld in der Stadtkasse, können keine Gebäude gebaut werden, die Kosten verursachen. Befinden sich die Marker der Verwaltungstafel am Rand der jeweiligen roten Leiste, dürfen auch keine Gebäude gebaut werden, die diese Effekte weiter verschlechtern. Belohnungen dagegen sind nicht limitierend; es kann jedoch dazu kommen, dass Belohnungen nicht vergeben werden können, weil der entsprechende Marker bereits beim Maximum ist. Im Fall der Zufriedenheit werden die zusätzlichen Punkte direkt auf die Markerleiste der Skyline übertragen.
Nachdem das Gebäude gebaut ist und alle Effekte abgehandelt sind, zieht der Spieler eine Karte von einem der drei Kartenstapel nach und beendet seinen Zug.
- eine Baukarte austauschen:[1]

Der aktive Spieler darf für die Zahlung von 2 Geld aus der Stadtkasse eine beliebige Karte aus seiner Auslage austauschen. Er wirft eine Karte auf den Austauschstapel ab und zieht eine neue Karte von einem der drei verdeckten Kartenstapel oder vom Austauschstapel nach.
- einen Meilenstein beenden:[1]

Ein aktiver Spieler darf einen Meilenstein beenden, wenn sich in jedem Stadtviertel mindestens ein beliebiges Bauteil befindet. In dem Fall nimmt er sich den Startspielermarker und wertet die Werte der Verwaltungstafel aus. Dabei werden alle negativen Punkte der Vorsorgungsleisten Elektrizität, Wasser und Müll als negative Punkte auf die Zufriedenheitsskala übertragen. Die Werte auf den Skalen werden dabei nicht verändert, bleiben also negativ. Danach wird der aktuelle Stand der Zufriedenheitsskala auf die Skyline übertragen und zum bisherigen Wert addiert. Im Extremfall kann er dabei auch negativ werden. Danach wird die Arbeitsmarktleiste ausgewertet und für jeden Schritt, den der Marker positiv oder negativ von der 0 entfernt ist, zahlt die Stadtkasse 1 Geld.
Zuletzt wird ein weiteres Bauteil des Stadtplans umgedreht, das benachbart zu einem bereits offen liegenden ist. Dabei müssen die Erschließungskosten bezahlt werden. Angefangen vom neuen Startspieler dürfen alle Spieler nacheinander eine beliebige Zahl von Baukarten auf den Austauschstapel ablegen und dafür neue Karten von den drei verdeckten Stapeln nachziehen. Für jede ausgetauschte Karte muss dabei 1 Geld aus der Stadtkasse gezahlt werden. Anschließend wird das Spiel fortgesetzt.
Die Karten für einzigartige Gebäude, Stadtrichtlinien und News können optional zum Spiel hinzugefügt werden:
Die einzigartigen Gebäude sind zusätzliche Gebäude mit spezifischen einmaligen oder dauerhaften Belohnungen, die wie andere Gebäude gebaut und auch ausgetauscht werden können.
Die Stadtrichtlinien werden ebenfalls den Kartenstapeln zugefügt und können gezogen und eingesetzt werden. Durch sie werden keine neuen Gebäude gebaut; stattdessen verändern sie einzelne Regeln. Diese Karten können nicht ausgetauscht werden.
Die Newskarten beschreiben Effekte und müssen sofort ausgeführt werden, wenn sie gezogen werden. Sie behalten ihre Wirkung, bis sie durch eine neue Newskarte abgelöst werden. Der Spieler, der eine Newskarte zieht, legt diese offen neben die Verwaltungstafel und zieht eine weitere Karte.

### Spielende und Wertung
Das Spiel endet mit Erreichen des letzten Meilensteins mit allen Spielplanteilen. Dafür müssen allerdings anders als bei den vorherigen Meilensteinen in jedem Stadtviertel mindestens zwei Gebäude bestehen. Neben der normalen Meilensteinwertung werden nun auch die Leisten Umweltverschmutzung, Verkehrsbelastung und Kriminalität ausgewertet, und für jeden Punkt auf diesen Skalen wird die Gesamtzufriedenheit um einen Punkt reduziert. Das Ergebnis wird mit der Bewertung in der Spielanleitung verglichen. Erreicht das Team einen Wert von 31 und mehr Punkten, gilt die Stadt als erfolgreich und das Spiel als gewonnen, bei bis zu 30 Punkten ist die Stadt gescheitert und das Spiel verloren. Sowohl bei der gescheiterten wie auch bei der erfolgreichen Stadt gibt es weitere Unterteilungen zur Bewertung.

## Veröffentlichung und Rezeption
Das Spiel Cities Skylines – Das Brettspiel wurde von dem schwedischen Spieleautor Rustan Håkansson entwickelt und erschien 2019 zu den Internationalen Spieletagen in Essen bei Kosmos Spiele auf Deutsch und Englisch sowie bei IELLO auf Französisch. Die Entwicklung erfolgte in Zusammenarbeit mit Paradox Interactive, die die Rechte an dem Computerspiel haben.
Das Spiel wurde in mehreren Kritiken positiv besprochen. Der Rezensent Christian von Brett&Pad etwa schreibt, das Spiel sei „gerade auf dem Niveau der Familienspiele [...] bei Interesse am Thema zu empfehlen, weil der Einstieg über Szenarien gut gesteuert wird.“ Der Schwierigkeitsgrad schwanke allerdings und er hätte sich „mehr langfristige Elemente“ gewünscht. Nach einer Rezension auf brettspielblog.ch kommt das Spiel „mit seinen Möglichkeiten nicht an ein Computerspiel heran, doch die Spielmechanik pickt einige Elemente heraus und setzt sie auf dem Spielbrett echt gut um.“ „Der hohe Glücksfaktor beim Ziehen der Karten“ wird hier jedoch negativ angemerkt.

## Belege
1. 1 2 3 4 5 6 7 8 9 10 11 12  Cities Skylines – Das Brettspiel (Seite nicht mehr abrufbar, festgestellt im November 2024. Suche in Webarchiven)  Info: Der Link wurde automatisch als defekt markiert. Bitte prüfe den Link gemäß Anleitung und entferne dann diesen Hinweis., Spieleanleitung, Kosmos Spiele 2019.
2. ↑  Cities Skylines – Das Brettspiel, Versionen bei BoardGameGeek. Abgerufen am 28. Juni 2020.
3. ↑  Cities Skylines, Rezension auf brettundpad.de, abgerufen am 28. Juni 2020.
4. ↑  Cities Skylines, Rezension auf brettspielblog.ch, abgerufen am 28. Juni 2020.